# Arthur Maria Rabenalt
Arthur Maria Rabenalt, né le 25 juin 1905 à Vienne en Autriche et mort le 26 février 1993 à Kreuth, en Bavière est un réalisateur de cinéma autrichien.

## Biographie
Arthur Maria Rabenalt est metteur en scène au théâtre, puis à l'opéra, au début des années 1930. Il aborde le cinéma en 1932 en étant assistant d'Alexander Korda et de Georg Wilhelm Pabst. Il a notamment travaillé à la post-synchronisation en anglais du film M le maudit de Fritz Lang. Il a été superintendant du Metropoltheater de Berlin entre 1947 et 1949.
Sa carrière cinématographique s'articule autour de l'univers de la comédie musicale dans l'esprit viennois. Dans cette œuvre optimiste et légère, une exception en 1952, Mandragore, la fille sans âme (de) (Alraune), un film d'horreur, avec Erich von Stroheim et Hildegard Knef, adapté du roman Mandragore d'Hanns Heinz Ewers.
À partir de 1965 il publie une histoire du théâtre érotique de l'Antiquité à nos jours en 5 volumes,Mimus eroticus.

## Filmographie
- 1934 : Pappi (en)
- 1934 : Que suis-je sans toi ? (en) (Was bin ich ohne Dich)
- 1934 : Ce n'était qu'un rêve (de) (Ein Kind, ein Hund, ein Vagabund)
- 1935 : La Favorite du maharadjah (Die Liebe des Maharadscha)
- 1935 : La Kermesse héroïque (Die klugen Frauen), coréalisé avec Jacques Feyder
- 1936 : Le Paradis des dames (Das Frauenparadies)
- 1937 : Millionenerbschaft
- 1938 : Amour et Flirt (Liebelei und Liebe)
- 1939 : La Femme aux tigres (de) (Männer müssen so sein)
- 1939 : Évasion dans les ténèbres (de) (Flucht ins Dunkel)
- 1939 : Le Feu de la Saint-Jean (de) (Johannisfeuer)
- 1940 : La Jeune Fille aux lilas (Weißer Flieder)
- 1940 : Les Trois Codonas (de) (Die drei Codonas)
- 1940 : Cruelle Méprise (de) (Achtung! Feind hört mit!) — film de propagande nazie
- 1941 : En selle pour l'Allemagne (…reitet für Deutschland) — film de propagande nazie
- 1941 : Metropol-Revue (Leichte Muse)
- 1942 : Ma femme Teresa (Meine Frau Teresa)
- 1942 : Théâtre du front (de) (Fronttheater)
- 1943 : Première d'amour (en) (Liebespremiere)
- 1943 : Le Roi du cirque (de) (Zirkus Renz)
- 1944 : Axel an der Himmelstür
- 1944 : Das Leben ruft (de)
- 1945 : Wir beide liebten Katharina (de) — film inachevé
- 1948 : Chemie und Liebe
- 1948 : La Fille des grands chemins (de) (Das Mädchen Christine)
- 1948 : Morgen ist alles besser (de)
- 1949 : Anonyme Briefe (de)
- 1949 : Martina est-elle déshonorée ? (de) (Martina)
- 1949 : Nächte am Nil (de)
- 1949 : Minuit quinze, chambre neuf (de) (Null Uhr fünfzehn, Zimmer neun)
- 1950 : La Femme de la nuit dernière (de) (Die Frau von gestern Nacht)
- 1950 : Mariage dans le foin (de) (Hochzeit im Heu)
- 1951 : Unvergängliches Licht (de)
- 1951 : La Blanche Aventure (de) (Das weiße Abenteuer)
- 1952 : Christine, la fille du forestier (de) (Die Försterchristl)
- 1952 : Mandragore, la fille sans âme (de) (Alraune)
- 1952 : Le Chevalier des croisades (La leggenda di Genoveffa)
- 1952 : Wir tanzen auf dem Regenbogen (de), coréalisé avec Carmine Gallone
- 1953 : La Chanson du vin nouveau (de) (Fiakermilli – Liebling von Wien)
- 1953 : La Dernière Valse (de) (Der letzte Walzer)
- 1953 : Lavendel (de)
- 1953 : L'Amoureuse Aventure (de) (Der Vogelhändler)
- 1953 : Le Gueux invétéré (de) (Der unsterbliche Lump)
- 1954 : Le Soleil de Saint-Moritz (de) (Die Sonne von St. Moritz)
- 1954 : Le Baron tzigane (de) (Der Zigeunerbaron)
- 1954 : Le Tsarévitch (Der Zarewitsch)
- 1955 : Unternehmen Schlafsack (de)
- 1955 : Amour, tango, mandoline (Liebe ist ja nur ein Märchen)
- 1955 : Tant qu'il y aura des jolies filles (Solang’ es hübsche Mädchen gibt)
- 1956 : Le Mariage du médecin (de) (Die Ehe des Dr. med. Danwitz)
- 1956 : Docteur Vlimmen (de) (Skandal um Dr. Vlimmen)
- 1956 : Dernière Escale (de) (Zwischen Zeit und Ewigkeit)
- 1957 : Glücksritter (de)
- 1957 : Menace sur Berlin (de) (Frühling in Berlin)
- 1957 : Call-girls (de) (Für zwei Groschen Zärtlichkeit)
- 1958 : Une femme qui sait ce qu'elle veut (de) (Eine Frau, die weiß, was sie will)
- 1958 : Un môme sur les bras (Das haut einen Seemann doch nicht um)
- 1958 : Ne m'oubliez pas (de) (Ohne Dich kann ich nicht leben), coréalisé avec Giulio Del Torre
- 1959 : Dans les griffes du tigre (Geliebte Bestie)
- 1959 : Ne me laissez jamais seule un dimanche (de) (Laß mich am Sonntag nicht allein)
- 1960 : Le Héros de mes rêves (de) (Der Held meiner Träume)
- 1960 : Mélodie de l'adieu (Das große Wunschkonzert)
- 1961 : Un homme dans l'ombre (Mann im Schatten)
- 1961 : Das Wunderkind Europas
- 1970 : Une pucelle en or (de) (Hilfe, mich liebt eine Jungfrau)
- 1971 : Haie an Bord (de)
- 1978 : Caribia (de) (Caribia – Ein Filmrausch in Stereophonie)